# Ellen Christensen
Ellen Christensen (født 30. marts 1913 i Frejlev Sogn, død 1998 i Skannerup, Gjern Sogn) var en dansk sygeplejerske og modstandskvinde under Besættelsen.
Ellen Christensen var sygeplejerske for Danmarks nok kendteste sabotør, Citronen. Hun fik i 1953 Florence Nightingale Medaljen som anerkendelse for sin indsats med at redde jøder, modstandsfolk og allierede flyvere under besættelsen.

## Biografi
Ellen Christensen var datter af gårdejer Peter Marinus C. (født 1885) og Christiane Hansen (født 1884) og voksede op i en velhavende familie. Eter afsluttet skolegang uddannede hun sig som sygeplejerske. Under den tyske besættelse af Danmark var hun ansat som operationssygeplejerske på Bispebjerg Hospital.
I besættelsens første tid blev hun tilsluttet og efterhånden medleder af en gruppe under modstandsorganisationen Frit Danmark, hvor hun deltog i produktion og distribution af illegale blade. Men jødeforfølgelserne, der blev indledt den 2. oktober 1943, blev den direkte anledning til, at hun for alvor engagerede sig i illegal og farlig virksomhed.
Frem til Befrielsen i 1945 ydede hun en væsentlig og bredspektret modstandsindsats. Bispebjerg Hospital var gennem nogen tid et centralt opholdssted for jødiske flygtninge, og herfra blev deres videre transport til Sverige organiseret. Ellen Christensen fik en central rolle i modstandsbevægelsens illegale netværk, idet hun blev forbindelsesleddet mellem en af de største og sikreste illegale ruter til Sverige og de modstandsfolk og allierede flyvere, der skulle over Øresund. Hun deltog i illegal bladvirksomhed, våben- og sprængstoftransporter, advarede modstandsfolk, der var i Gestapos søgelys og blev eminent til at skaffe falske identitetskort, rationeringsmærker, våben og andre forudsætninger for modstandsarbejdet.
Hendes indsats i modstandsarbejdet blev da så omfattende, at hun i sommeren 1944 måtte tage orlov for helt at kunne hellige sig de illegale aktiviteter. Da hendes kæreste, sabotøren Jørgen Haagen Schmidt, kaldet Citronen, i september 1944 blev alvorligt såret af tyskerne, plejede hun ham dagligt. Deres skjulested blev imidlertid ransaget af Gestapo en nat i oktober, og det udviklede sig til en dramatisk, timelang ildkamp omkring villaen på Jægersborg Allé i Charlottenlund, hvorunder Citronen blev dræbt – en begivenhed, der siden er filmatiseret i Flammen & Citronen. Ellen Christensen undslap lige akkurat, men Gestapo havde fundet hendes falske identifikationskort, og hun blev eftersøgt. Hun måtte derfor leve under jorden resten af Besættelsen, og selvom hun fortsatte sit modstandsarbejde, undgik hun at blive fanget.
Efter krigen påtog Ellen Christensen sig flere gange at arbejde for Røde Kors i udlandet.
Grækenland, indtil borgerkrigen brød ud i 1946, og i Israel under Seksdageskrigen i 1967.
For sin aktive modstand under Besættelsen og for den humanitære hjælp til danske jøder, sabotører og allierede soldater modtog hun af Internationalt Røde Kors 22. maj 1953 Florence Nightingale Medaljen, som hun i 1972 gav til Frihedsmuseet. Hun tilbragte sine sidste år i Karolinelundscentret i Gjern. Inden sin død gjorde hun Citronens datter til sin universalarving.